# Paul Delaroche
Paul Delaroche, nato Hyppolite Delaroche (Parigi, 17 luglio 1797 – Parigi, 4 novembre 1856), è stato un pittore francese.

## Biografia
Proveniente da una famiglia benestante e figlio di un esperto d'arte che aveva fatto fortuna con la compravendita di quadri, Paul Delaroche (nato Hippolyte De La Roche), non appena manifestò i primi segni del suo talento, venne indirizzato alla pittura e mandato a studiare nell'atelier di Louis Étienne Watelet, per poi in seguito divenire allievo di Antoine-Jean Gros. La sua prima opera fu esposta al Salon nel 1822 e portava il titolo di Josabeth salva Joas. Essa mostra ancora l'influenza di Théodore Géricault e di Eugène Delacroix.
Cominciò ad essere notato solo due anni dopo, quando espose i quadri San Vincenzo de' Paoli prega per i trovatelli e Giovanna d'Arco in prigione. La sua fama crebbe, infatti, perché egli trattava per la prima volta temi che riguardavano fatti storici minori, o "aneddoti storici", a fianco dei grandi avvenimenti. Tale genere aveva anche una finalità documentaria ed esprimeva, comunque, una particolare sensibilità per la visione drammatica di ogni episodio. Ebbe pertanto un notevole successo e, se Delaroche fu uno degli artisti più celebri del suo tempo, ciò fu dovuto in gran parte al fatto che questo genere in cui egli si specializzò, aderiva perfettamente all'ideale del giusto punto di mezzo che ispirò la Monarchia di luglio.
Delaroche sposò una delle figlie di Horace Vernet, ma ella morì prematuramente e questo colmò di tristezza gli anni della sua maturità. Dopo il 1822 Paul visitò l'Italia per due volte (nel 1838 e nel 1843), in visita al suocero Horace Vernet, allora direttore dell'Académie de France à Rome, e stabilì poi il proprio studio a Parigi, in rue Mazarine. Tra i suoi soggetti preferiti, la storia, ancora nazionalista, ma di taglio già palesemente romantico.
Delaroche fu ammesso all'Istituto di Belle arti nel 1832. Poco tempo dopo fu nominato professore presso l'École des beaux-arts di Parigi ed ebbe moltissimi allievi; insegnò sino al 1843, anno in cui un tragico episodio di "nonnismo", che causò la morte di un suo allievo, lo rattristò al punto da fargli chiudere lo studio. Ma già nel 1837 aveva smesso di esporre, pur continuando a lavorare senza pausa. Impiegò infatti quattro anni a completare la decorazione dell'emiciclo della "Scuola nazionale superiore di Belle Arti" di Parigi, una vasta pittura panoramica che comprende 75 ritratti dei più grandi artisti di tutte le epoche.
Delaroche fu essenzialmente un pittore di soggetti storici e un eccellente ritrattista, che, dalla concezione classica, aprì la via a forme e ad atmosfere ormai già appartenenti alla pittura romantica. Il suo stile, improntato all'esattezza dei dettagli, com'era di moda a quei tempi, richiama i contemporanei Horace Vernet, Ary Scheffer, Louis Léopold Robert e, nei ritratti, Jean-Auguste-Dominique Ingres.
Hippolyte Delaroche si spense infine a Parigi all'età di 59 anni. Oggi riposa nel Cimitero di Montmartre.

## Opere

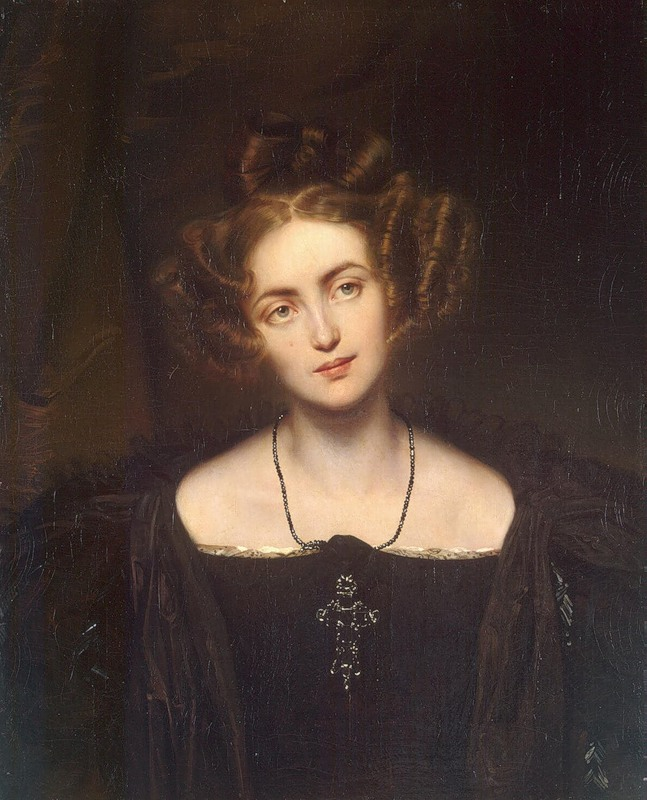
Henriette Sontag

### Soggetti storici
- La morte di Elisabetta, 1828
- Miss MacDonald soccorre il Pretendente
- Richelieu trascina i suoi prigionieri sul Rodano, 1829
- I figli di Edoardo, 1831 (forse il quadro più popolare di Delaroche)
- Morte di Mazzarino, 1830
- Strafford si avvia al patibolo
- Carlo I insultato dai soldati di Cromwell
- Cromwell guarda il cadavere di Carlo I, 1831
- Il supplizio di Giovanna Grey, 1833
- L'assassinio del duca di Guisa, 1834
- Napoleone a Sant'Elena
- Napoleone abdica a Fontainebleau, 1840
- Maria Antonietta dopo la condanna a morte
- Beatrice Cenci va verso il patibolo
- L'ultimo addio dei Girondini
- Bonaparte valica le Alpi, 1850
- Soggetto storico, Napoli, Galleria dell'Accademia (Napoli)

### Soggetti religiosi
- La giovane martire, 1853

### Ritratti principali
- Henriette Gertrude Valpurgis, 1831
- Adolphe Tiers
- Pietro il Grande, 1838
- François Guizot, 1839
- Charles de Rémusat, 1843
- Papa Gregorio XVI
- Sof'ja Šuvalova, 1853

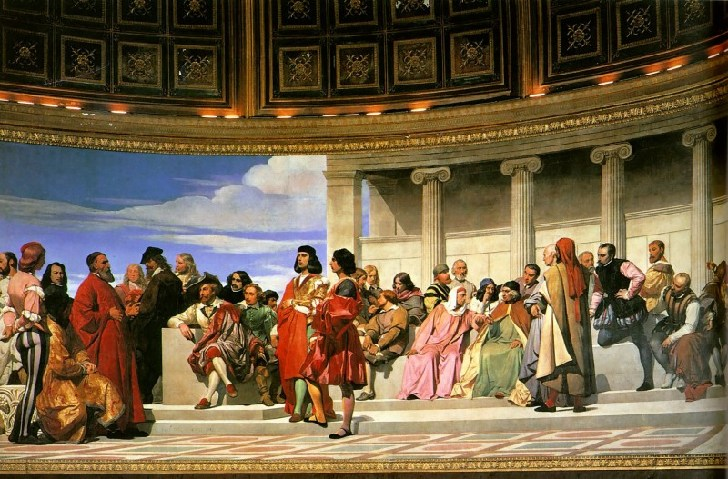
Emiciclo della Scuola di Belle arti
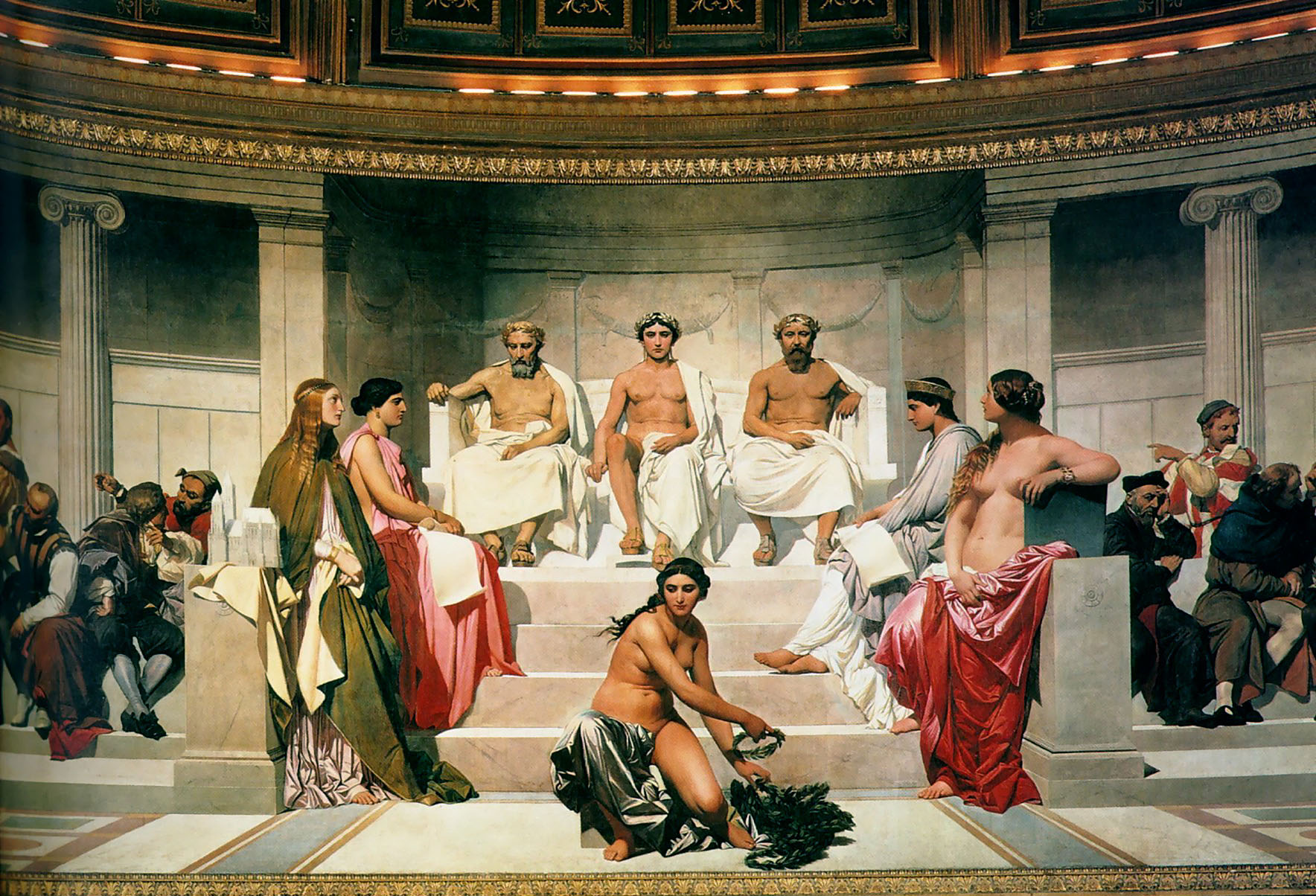
Emiciclo della Scuola di Belle arti
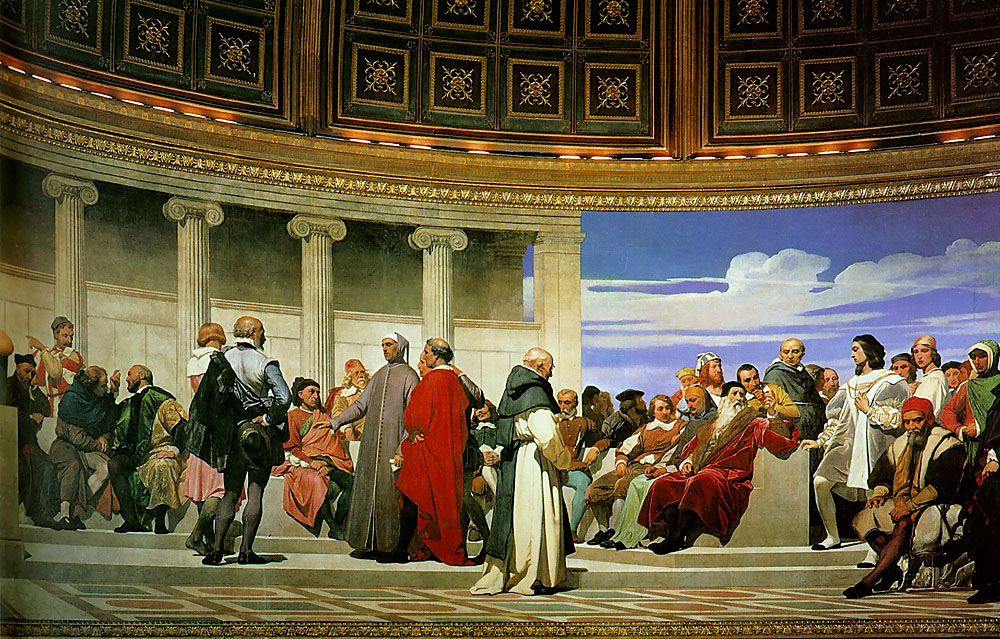
Emiciclo della Scuola di Belle arti

## Allievi di Delaroche
- Marie-Alexandre Alophe
- Alexandre Antigna
- Edward Armitage
- Félix Hullin de Boischevalier
- Aimé Gabriel Adolphe Bourgoin
- Friedrich Bouterwek
- Eugène-Ferdinand Buttura
- Charles-François Daubigny
- Louis Devedeux
- Pierre-Édouard Frère
- Jean-Léon Gérôme
- Jacques-Émile Lafon
- Jules Laurens
- Gustave Le Gray
- Henri Le Secq
- Jean-François Millet
- Charles Nègre pittore poi fotografo
- François Tabar
- Jean-Baptiste-Ange Tissier
- Édouard van Marcke
- Jean-Ernest Aubert

- Auguste Bonheur (1824-1884)
- Gustave Boulanger (1846-1849)
- Jules Cavelier (1814-1894), scultore
- Georges Alexandre Fischer
- Auguste Hadamart
- Armand Félix Marie Jobbé-Duval (1840-1843)
- Édouard Jolin
- Alphonse Le Hénaff
- Jean Auguste Marc
- Jean-François Portaels
- Théophile Schuler
- François Tabar
- Jean-Baptiste-Ange Tissier
- Édouard van Marcke
- Adolphe Yvon
- Louis Frédéric Schützenberger
- Charles Jalabert
- Antoine Chintreuil
- Hippolyte-Benjamin Adam[4]

## Curiosità
- Dopo aver visto per la prima volta un dagherrotipo, si dice che Delaroche esclamasse: A partire da oggi la pittura è morta. (Questa "profezia" è però attribuita anche ad altri pittori dell'800) [5].

## Galleria d'immagini

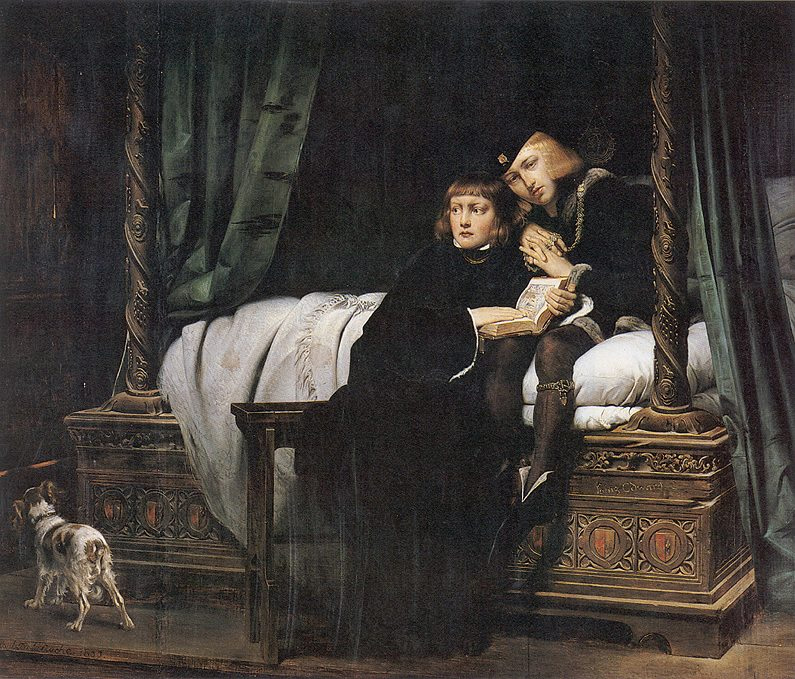
I figli di Edoardo (1831)
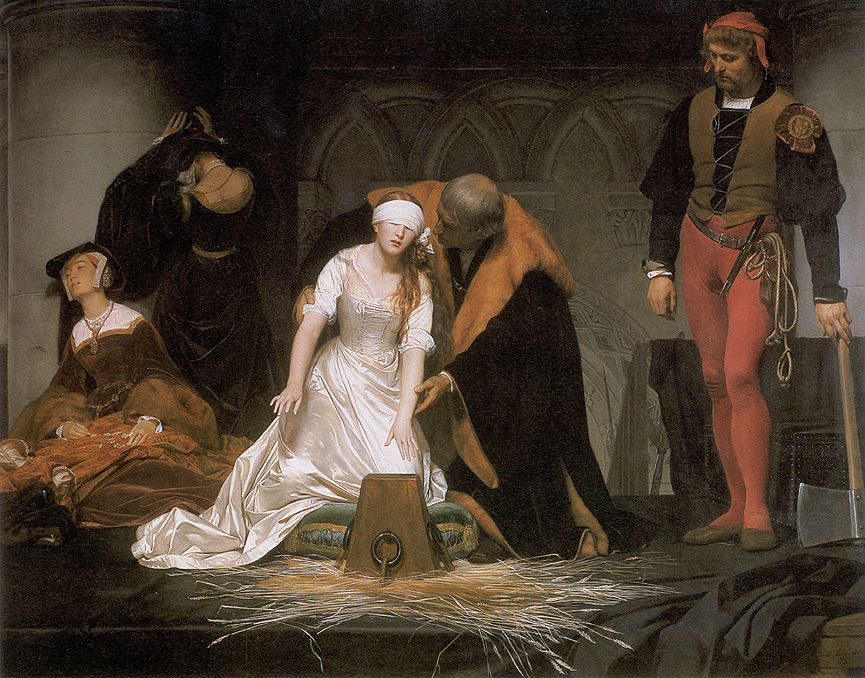
Il supplizio di Giovanna Grey (1833)
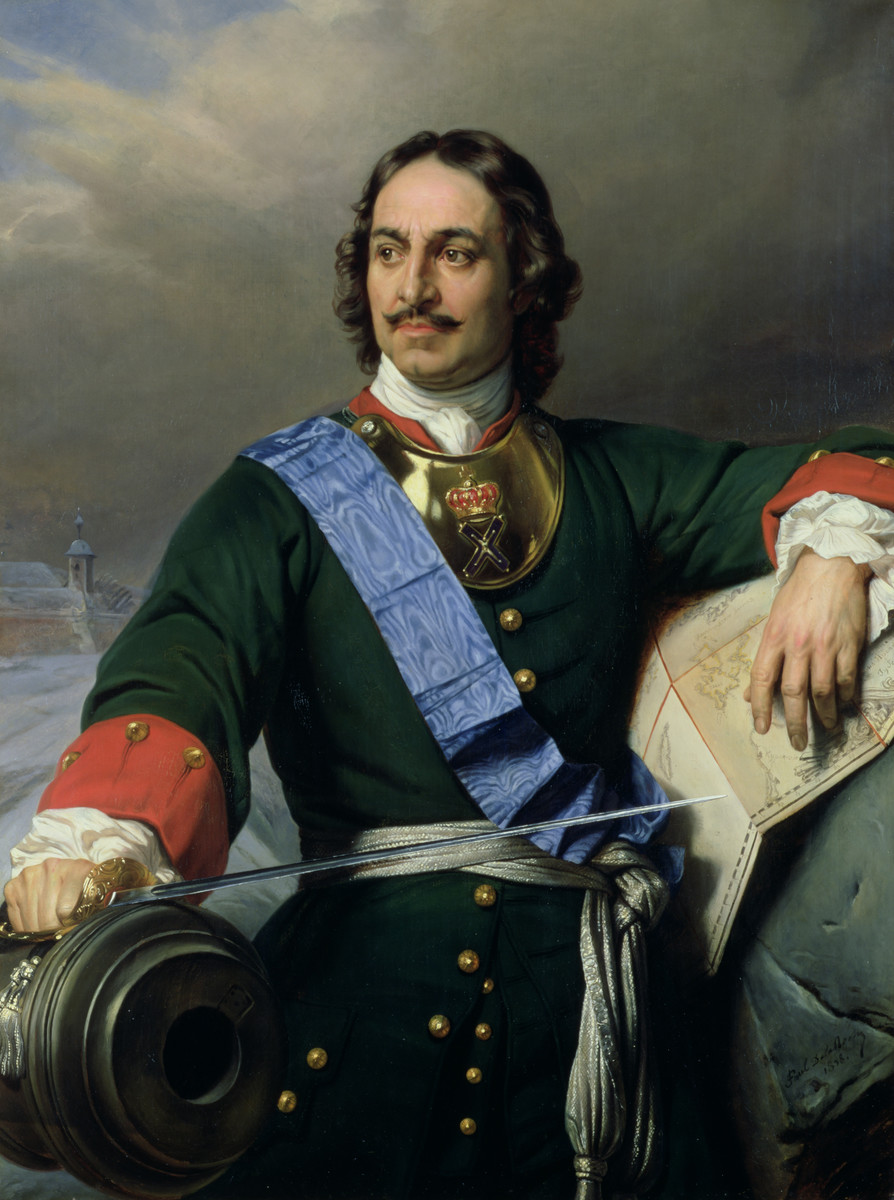
Pietro il Grande (1838)
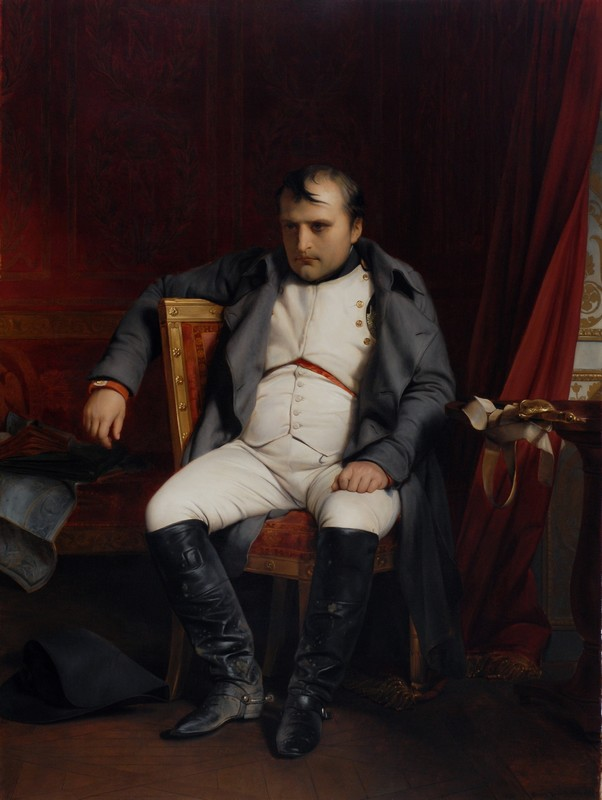
Napoleone abdica a Fontainebleau (1840)
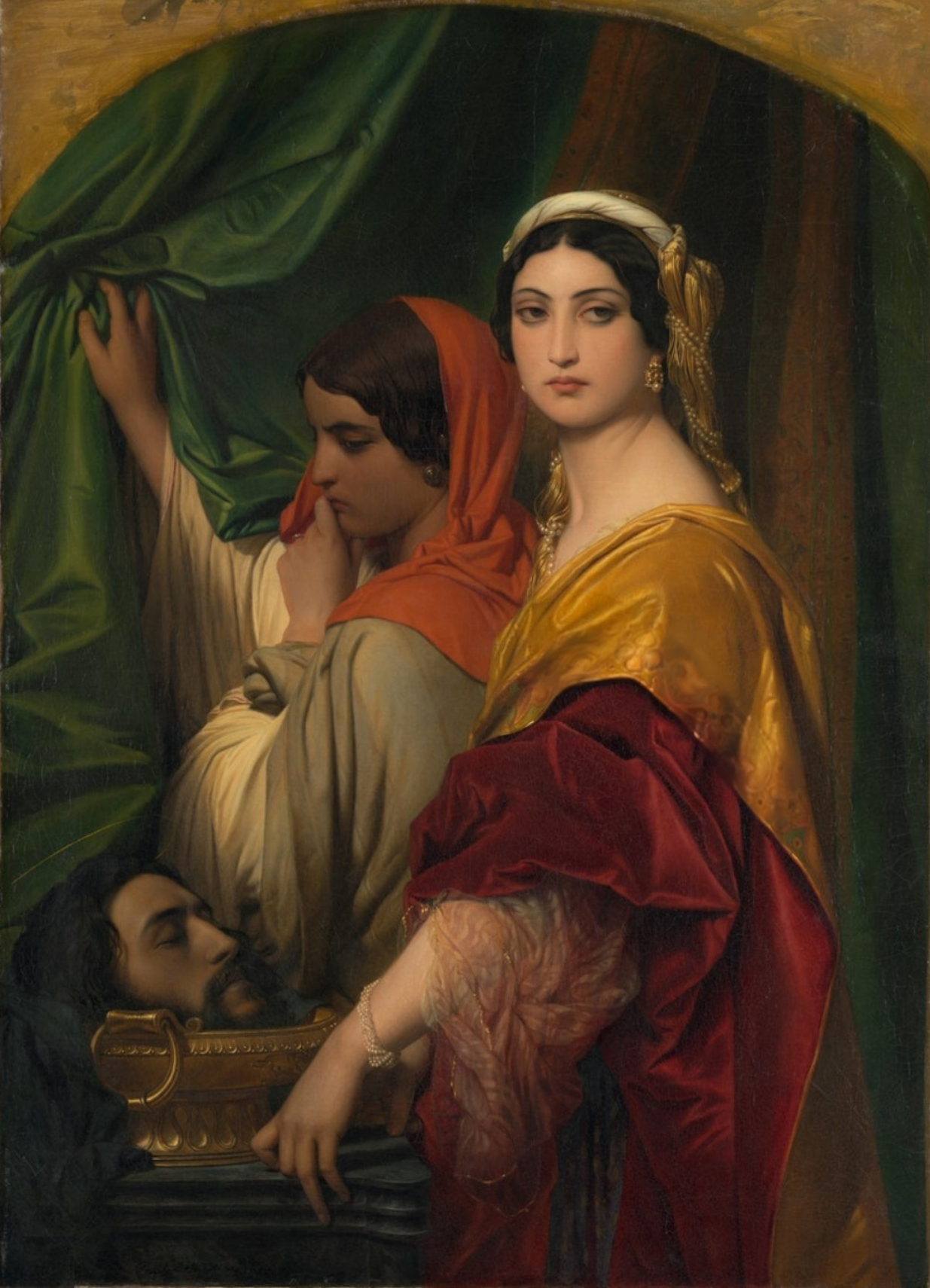
Erodiade (1843)
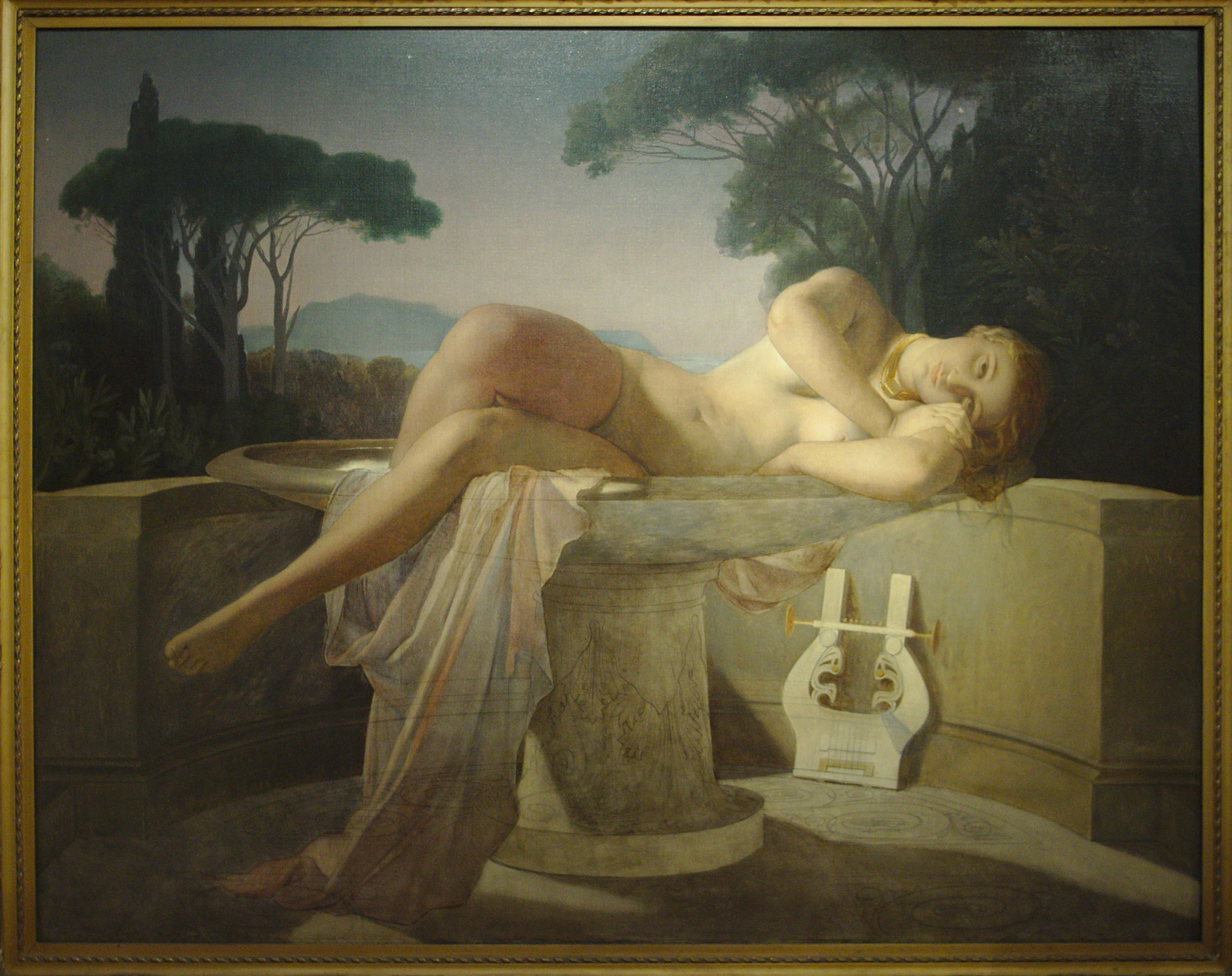
Fanciulla in una vasca (1845)
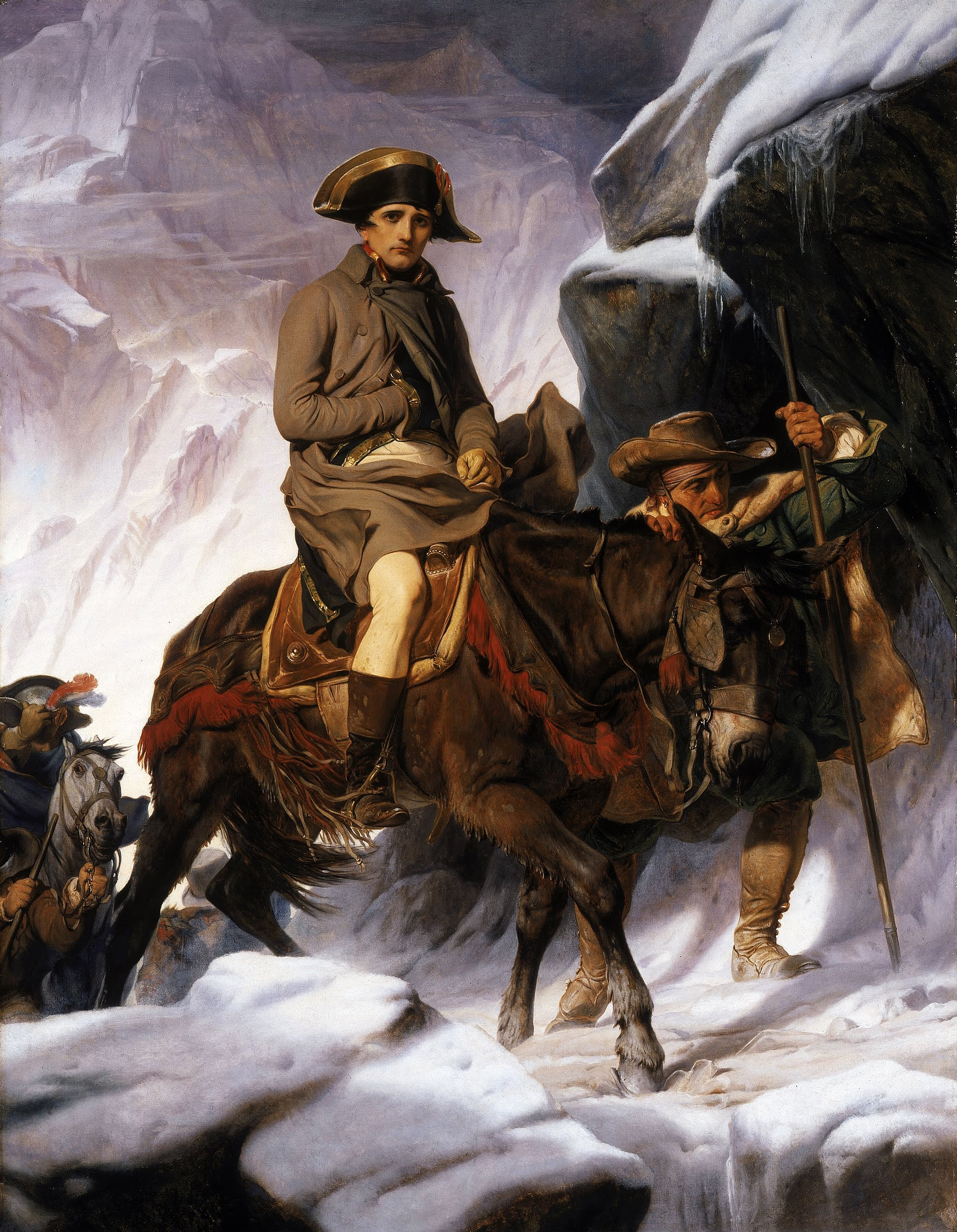
Bonaparte valica le Alpi (1850)
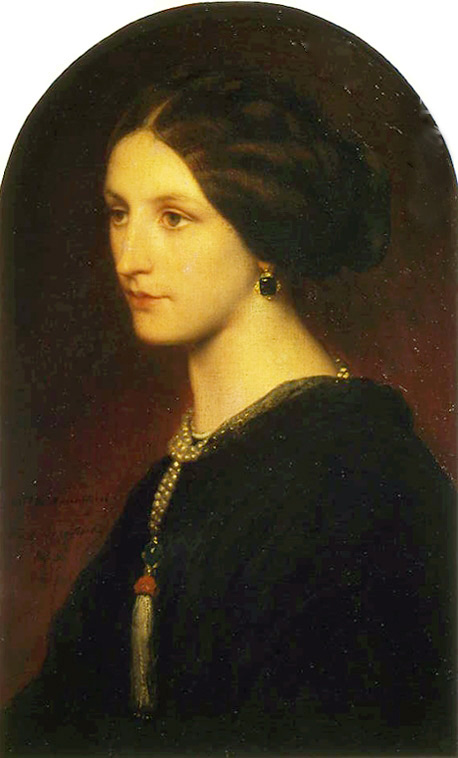
Sof'ja Šuvalova (1853)